# 江渭清

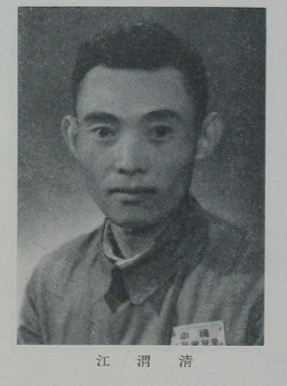

江渭清（1910年11月26日—2000年6月16日），男，湖南平江人，中華人民共和國政治人物，曾擔任中共江苏省委书记、中共江西省委书记。

## 生平
1910年11月16日出生在湖南省平江县秀水乡余家洞的一个农民家庭。1926年在平江縣東山寺第四高級小學读书时，由学校训育主任共产党员宋润青介绍，参加共产主义青年团。1927年5月1日，离校参加平西游击队。
1928年参加平江起义，1929年加入中国共产党，任红十八军五十四师团政委。1934年没有参加长征，留下打游击。抗日战争时期任新四军第十六旅政委、苏浙军区第一纵队政委。第二次国共内战时期任华中军区新六师政委、华东野战军第六纵队政委、第八兵团副政委等职；参加了苏中七战七捷、孟良崮战役、渡江战役。
1949年2月任第三野战军八兵团副政委兼政治部主任，参加渡江战役。解放南京后，任中共南京市委副书记。1952年起，任江苏省委第二书记、中共中央华东局委员。1954年任江苏省委书记、中共中央上海局委员。1956年起，任江苏省委第一书记兼江苏军区第一政委，南京军区第三政委、代理第一政委，中共中央上海局书记。
1957年在反右运动中，江渭清消极对待，全省只划了13349名右派分子，约占全国右派分子55万（改正时公布数）总数的2.4%，“省、市、县三级主要领导干部，一个右派都没有打”。按人口比例计算，江苏省抓右派的比例是比较低的。
1959年任江苏省政协主席。1961年任中共中央华东局书记处书记。在四清运动中与国家主席刘少奇发生争论。“文化大革命”初期受到冲击。1974年2月任中共江西省委第一书记、江西省革命委员会主任。1975年任江西省军区第一政委、福州军区政委。是中共第八、第十届候补中央委员，第十一届中央委员。1982年、1987年被选为中共中央顾问委员会委员。1996年出版《七十年征程──江渭清回忆录》。
2000年6月16日在南京逝世。

## 著作
- 《七十年征程：江渭清回忆录》，江苏人民出版社，1996-10
- 《江渭清纪念文集》，2006北京新四军研究会六师苏南分会编。文稿部分除了《江渭清回忆录》（摘录)）之外，还有《新四军第六师的战斗历程和苏南抗日根据地的建设》、《纪念18旅成立30周年座谈会上的讲话》等文稿。